# Acisanthera bivalvis
Acisanthera bivalvis är en tvåhjärtbladig växtart som först beskrevs av Jean Baptiste Christophe Fusée Aublet, och fick sitt nu gällande namn av Célestin Alfred Cogniaux. Acisanthera bivalvis ingår i släktet Acisanthera och familjen Melastomataceae. Inga underarter finns listade i Catalogue of Life.